# Консерватория Новой Англии

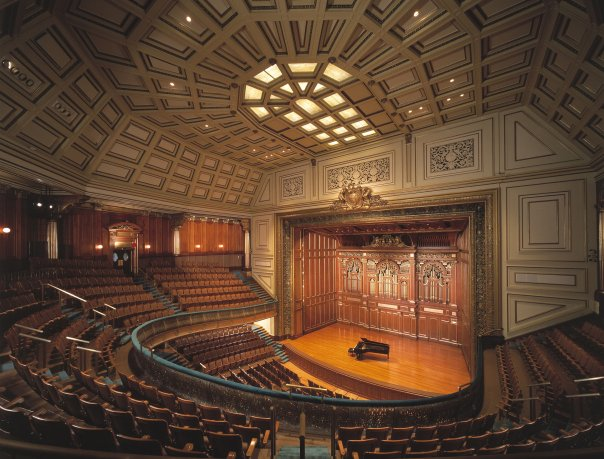
Джордан-холл — концертный зал консерватории

Консерватория Новой Англии (англ. New England Conservatory of Music, сокр. NEC) — старейшая независимая консерватория в США. Основана в 1867 году Эбеном Турже и находится в Бостоне. Единственное музыкальное учебное заведение США, признанное национальным историческим памятником.
Консерватория тесно сотрудничает с Бостонским симфоническим оркестром с момента его создания в 1881 году (первый состав в значительной степени состоял из преподавателей консерватории). Построенный в 1903 году концертный зал консерватории, знаменитый Джордан-холл (архитектор Эдмунд Уилрайт) вмещает 1051 слушателей и относится к наиболее престижным американским концертным площадкам считаясь одним из лучших концертных залов мира по своим акустическим особенностям. В зале установлен орган спроектированный по образцу органа в соборе Санта Мария Делла Скала в Сиене.
Виолончелист Йо-Йо Ма признавался, что любит Джордан-холл «за его невероятную акустику. И за тёплую, доверительную атмосферу. Но более всего — за ощущение значимости события, когда ты сюда приходишь».
В настоящее время в Консерватории Новой Англии обучается около 750 студентов, ещё 1400 занимается в подготовительной школе и в школе второго образования.

## Руководители консерватории
- Эбен Турже (1867—1890)
- Карл Фельтен (1890—1897)
- Джордж Уайтфилд Чедуик (1897—1930)
- Уоллес Гудрич (1931—1942)
- Куинси Портер (1942—1946)
- Харрисон Келлер (1946—1958)
- Джеймс Элифирис (1958—1962)
- Честер Уильямс (1962—1967)
- Гунтер Шуллер (1967—1977)
- Стенли Боллинджер (1977—1982)
- Лоуренс Лессер (1982—1996)
- Роберт Фримен (1997—1999)
- Дэниел Стайнер (1999—2006)
- Тони Вудкок (с 2007 года)

## Известные выпускники
- Херберт Бломстедт
- Луиза Восгерчян
- Майкл Гандольфи
- Колин Карр
- Кевин Керн
- Сара Колдуэлл
- Нет Кинг Кол
- Луис Краснер
- Гай Майер
- Ли Паттисон
- Вик Фёрс
- Нарек Ахназарян

## Известные преподаватели
- Ферруччо Бузони
- Ричард Бургин
- Дороти Делэй
- Фернан Жилле
- Ким Кашкашьян
- Александр Корсантия
- Лаудер, Уильям
- Теодор Летвин
- Пола Робисон
- Джозеф Силверстайн
- Вальтер Трамплер
- Мириам Фрид
- Цандер, Бенджамин
- Рассел Шерман
- Ричард Штольцман
- Гунтер Шуллер
- Леонард Шур